# Віснер (Луїзіана)
Віснер (англ. Wisner) — місто (англ. town) в США, в окрузі Франклін штату Луїзіана. Населення — 771 особа (2020).

## Географія
Віснер розташований за координатами 31°58′50″ пн. ш. 91°39′18″ зх. д. / 31.98056° пн. ш. 91.65500° зх. д. (31.980428, -91.655090).  За даними Бюро перепису населення США в 2010 році місто мало площу 2,06 км², уся площа — суходіл.

## Демографія
Згідно з переписом 2010 року, у місті мешкали 964 особи в 360 домогосподарствах у складі 220 родин. Густота населення становила 467 осіб/км².  Було 433 помешкання (210/км²).
Расовий склад населення:
| - 55,1 % — білих - 43,8 % — чорних або афроамериканців - 0,2 % — вихідців з тихоокеанських островів - 0,1 % — корінних американців - 0,1 % — азіатів |

До двох чи більше рас належало 0,7 %. Частка іспаномовних становила 1,3 % від усіх жителів.
За віковим діапазоном населення розподілялося таким чином: 24,6 % — особи молодші 18 років, 51,9 % — особи у віці 18—64 років, 23,5 % — особи у віці 65 років та старші. Медіана віку мешканця становила 44,0 року. На 100 осіб жіночої статі у місті припадало 84,3 чоловіків;  на 100 жінок у віці від 18 років та старших — 81,8 чоловіків також старших 18 років.
Середній дохід на одне домашнє господарство  становив 36 395 доларів США (медіана — 21 838), а середній дохід на одну сім'ю — 44 957 доларів (медіана — 31 429). Медіана доходів становила 37 679 доларів для чоловіків та 23 036 доларів для жінок. За межею бідності перебувало 33,2 % осіб, у тому числі 37,9 % дітей у віці до 18 років та 21,3 % осіб у віці 65 років та старших.
Цивільне працевлаштоване населення становило 314 осіб. Основні галузі зайнятості: освіта, охорона здоров'я та соціальна допомога — 22,6 %, сільське господарство, лісництво, риболовля — 18,2 %, роздрібна торгівля — 14,3 %, виробництво — 13,1 %.